# Fragosela
Fragosela is een plaats (freguesia) in de Portugese gemeente Viseu en telt 2228 inwoners (2001).